# (13569) Oshu
(13569) Oshu ist ein Asteroid des Hauptgürtels, der am 4. März 1993 vom japanischen Amateurastronomen Tsutomu Seki (* 1930) am Geisei-Observatorium (Sternwarten-Code 372) in der Präfektur Kōchi entdeckt wurde.
Der Asteroid wurde am 13. Juni 2006 nach der Stadt Ōshū in der Präfektur Iwate auf Honshū, der Hauptinsel von Japan, benannt, die am 20. Februar 2006 aus der Verschmelzung von fünf Städten und Gemeinden entstand.
Der Himmelskörper gehört der Vesta-Familie an, einer großen Gruppe von Asteroiden, benannt nach (4) Vesta, dem zweitgrößten Asteroiden und drittgrößten Himmelskörper des Hauptgürtels.